# Championnats de Norvège de course en montagne
Les Championnats de Norvège de course en montagne sont organisés tous les ans par la Fédération norvégienne d'athlétisme et désignent les champions de Norvège de la catégorie.
Le règlement se base sur celui de la WMRA. Les chemins empruntés ne doivent présenter aucun danger et doivent être praticables sans corde ou autre aide. Les portions de descente ne doivent pas présenter de pente supérieure à 30 %.

## Histoire
La montée du Skåla accueille la première édition des championnats en 2005.
En raison de la pandémie de Covid-19, la Fédération norvégienne d'athlétisme décide d'annuler la Coupe de Norvège de course en montagne ainsi que les championnats 2020.

## Palmarès
| Édition | Date | Lieu                                                      | Gagnant                                                   | Gagnante                                                  |
| ------- | ---- | --------------------------------------------------------- | --------------------------------------------------------- | --------------------------------------------------------- |
| 1re     | 2005 | Loen                                                      | Jon Tvedt                                                 | Anita Håkenstad Evertsen                                  |
| 2e      | 2006 | Ørsta                                                     | Jon Tvedt                                                 | Anita Håkenstad Evertsen                                  |
| 3e      | 2007 | Luster                                                    | Jon Tvedt                                                 | Anita Håkenstad Evertsen                                  |
| 4e      | 2008 | Gaular                                                    | Jon Tvedt                                                 | Anita Håkenstad Evertsen                                  |
| 5e      | 2009 | Geiranger                                                 | Hans Martin Gjedrem                                       | May Britt Buer                                            |
| 6e      | 2010 | Voss                                                      | Øyvind Heiberg Sundby                                     | May Britt Buer                                            |
| 7e      | 2011 | Ulvik                                                     | Øyvind Heiberg Sundby                                     | Kirsten Marathon Melkevik                                 |
| 8e      | 2012 | Rosendal                                                  | Thorbjørn Thorsen Ludvigsen                               | May Britt Buer                                            |
| 9e      | 2013 | Sveen                                                     | Thorbjørn Thorsen Ludvigsen                               | Kirsten Marathon Melkevik                                 |
| 10e     | 2014 | Sauda                                                     | Stian Hovind-Angermund                                    | Heidi Weng                                                |
| 11e     | 2015 | Treungen                                                  | Johan Bugge                                               | Heidi Weng                                                |
| 12e     | 2016 | Luster                                                    | Stian Hovind-Angermund                                    | Eli Anne Dvergsdal                                        |
| 13e     | 2017 | Ulvik                                                     | Johan Bugge                                               | May Britt Buer                                            |
| 14e     | 2018 | Treungen                                                  | Stian Øvergaard Aarvik                                    | Eli Anne Dvergsdal                                        |
| 15e     | 2019 | Norddal                                                   | Torstein Tengsareid                                       | Karoline Holsen Kyte                                      |
| -       | 2020 | Championnats annulés en raison de la pandémie de Covid-19 | Championnats annulés en raison de la pandémie de Covid-19 | Championnats annulés en raison de la pandémie de Covid-19 |
| 16e     | 2021 | Førde                                                     | Johan Bugge                                               | Annie Bersagel                                            |
| 17e     | 2022 | Sauda                                                     | Stian Dahl Sommerseth                                     | Ida Waldal                                                |
| 18e     | 2023 | Treungen                                                  | Geir Steig                                                | Karoline Simpson-Larsen                                   |
| 19e     | 2024 | Ulvik                                                     | Håkon Skarsholt                                           | Hanne Mjøen Maridal                                       |
| 20e     | 2025 | Fjørå                                                     | Johan Bugge                                               | Karoline Holsen Kyte                                      |